# Renato e Seus Blue Caps
Renato e Seus Blue Caps é uma banda brasileira de rock formada em 1959, que se notabilizou por versões de canções internacionais.
É a banda em atividade mais antiga do mundo, segundo seus integrantes. Tornaram-se um sucesso se apresentando no programa Jovem Guarda, em shows, festas e bailes.
O conjunto continua até hoje em plena atividade com Cid Chaves (vocal), Darci Velasco (teclado), Bruno Sanson (contrabaixo), Chi Lenno (guitarra) e Fabrício Motta (bateria).

## História
Banda idealizada e criada por Renato Barros em 1959, inicialmente integrada pelos três irmãos da família carioca Vieira de Barros Renato Barros, Ed Wilson e Paulo César Barros, jovens moradores do bairro de Piedade, Rio de Janeiro; Euclides de Paula (futuro guitarrista-solo e arranjador do grupo instrumental The Pop's) e Gelson Moraes, com o nome "Bacaninhas do Rock da Piedade". Participaram pela primeira vez do concurso "Hoje é Dia de Rock" da rádio Mayrink Veiga. Este primeiro nome foi censurado e inspirados num conjunto norte-americano de rock and roll e rockabilly, Gene Vincent and His Blue Caps. mudaram o nome para Renato e Seus Blue Caps, sugerido por Jair de Taumaturgo.
O grupo se apresentava em rádios e em programas de televisão, como Brotos No Treze, da TV Rio e Os Brotos Comandam, da TV Continental, ambos apresentados por Carlos Imperial.
A banda começou a ganhar visibilidade em 1962, ano em que gravaram o primeiro compacto. Em 1963, Ed Wilson saiu do grupo e iniciou carreira solo, sendo substituído por Erasmo Carlos, que teve uma participação breve no grupo. O grupo passaria ainda por várias mudanças em sua formação.
Contratado em 1964 pela CBS, gravadora que concentrou a maior parte do elenco de ídolos da Jovem Guarda, foram o conjunto designado pela companhia para tocar em discos de estrelas como Wanderléa, Jerry Adriani e Roberto Carlos.
O primeiro álbum, intitulado Viva a juventude!, saiu em 1965 e apresentou "Negro gato" (Getúlio Cortes), composição que seria popularizada por Roberto Carlos em gravação de 1966, em repertório que destacou sobretudo "Menina Linda", versão em português de Renato Barros para "I Should Have Known Better" (John Lennon e Paul McCartney, 1964), canção dos Beatles.
Com o estouro de "Menina Linda", os posteriores álbuns tiveram grande sucesso: Isto é Renato e seus Blue Caps (lançado ainda em 1965), Um embalo com Renato e seus Blue Caps (1966), Renato e seus Blue Caps (1967) e Renato e seus Blue Caps (1968). Se notabilizaram principalmente pelas versões que faziam de músicas de língua inglesa (a maioria britânicas), como "Não Te Esquecerei", versão de "California Dreamin'", de The Mamas & The Papas e "Até o Fim", versão de "You Won't See Me", dos Beatles.
Em 1966 apareceram no filme Rio, Verão & Amor.
Com o fim da Jovem Guarda, o grupo gravou discos de forma regular até o fim da década de 1970. Depois, os álbuns foram rareando, mas não os shows, apresentados por todo o Brasil.
Em 28 de julho de 2020, o vocalista, guitarrista e líder da banda, Renato Barros, faleceu aos 76 anos. Com o falecimento do líder, entrou para a banda o guitarrista Chi Lenno.
Com o falecimento de Gelsinho Moraes em 28 de janeiro de 2022, entrou em seu lugar o baterista Fabrício Motta.

## Formações[3]
- 1959 – Renato Barros, Paulo Cézar Barros, Euclides de Paula (ficou até 1961) Edinho (Ed Wilson), Ivan Botticcelli (entrou em 1960)
- 1962 – Renato Barros, Paulo Cézar Barros, Edinho (Ed Wilson), Roberto Simonal, Cláudio Caribé, Ivan Botticcelli.
- 1963 – Renato Barros, Paulo Cézar Barros, Erasmo Carlos, Roberto Simonal, Toni.
- 1964 – Renato Barros, Paulo Cézar Barros, Cid Chaves, Toni.
- 1965 a 1967 – Renato Barros, Paulo Cézar Barros, Cid, Carlinhos (Carlos Alberto Da Costa Vieira), Toni.
- 1968 – Renato Barros, Paulo Cézar Barros, Cid, Carlinhos, Toni, Mauro Motta.
- 1969 a 1970 – Renato Barros, Cid, Toni, Pedrinho, Scarambone.
- 1971 – Renato Barros, Paulo Cézar Barros, Cid, Scarambone, Toni, Pedrinho.
- 1972 a 1973 – Renato Barros, Paulo Cézar Barros, Cid, Scarambone, Pedrinho, Gelson.
- 1973 a 1976 – Renato Barros, Cid, Scarambone, Pedrinho, Ivanilton (Michael Sullivan), Gelson.
- 1977 – Renato Barros, Cid, Pedrinho, Gelson.
- 1979 a 1983 – Renato Barros, Paulo Cézar Barros, Cid, Marquinho, Gelson.
- 1987 a 1989 – Renato Barros, Paulo Cézar Barros, Cid, Gelson.
- 1989 a 1993 – Renato Barros, Cid Chaves, Gelson Moraes, Darci Velasco, Cadinho.
- 1993 a 1996 – Renato Barros, Cid Chaves, Gelson Moraes, Darci Velasco, Amadeu Signorelli.
- 1996 a 2013 – Renato Barros, Cid Chaves, Gelson Moraes, Darci Velasco, Amadeu Signorelli.
- 2013 a 16 de junho de 2018 – Renato Barros, Darci Velasco, Amadeu Signorelli, Gelsinho Moraes e Cid Chaves.
- 14 de julho de 2018 até 28 de julho de 2020 – Renato Barros, Cid Chaves, Gelsinho Moraes, Darci Velasco e Bruno Sanson.
- 28 de julho de 2020 até 2022 – Cid Chaves, Gelsinho Moraes, Darci Velasco, Bruno Sanson e Chi Lenno
- 28 de janeiro de 2022 até atualidade – Cid Chaves, Fabrício Motta, Darci Velasco, Bruno Sanson e Chi Lenno

## Discografia[12]

### Álbuns de Estúdio
- 1962 - Twist (Copacabana)[13]
- 1963 - Renato e Seus Blue Caps (SOM)
- 1964 - Viva a Juventude! (CBS)
- 1965 - Isto é Renato e Seus Blue Caps (CBS)
- 1966 - Um Embalo com Renato e Seus Blue Caps (CBS)
- 1967 - Renato e Seus Blue Caps (CBS)
- 1968 - Especial (CBS)
- 1969 - Renato e Seus Blue Caps (CBS)
- 1970 - Renato e Seus Blue Caps (CBS)
- 1971 - Renato e Seus Blue Caps (CBS)
- 1972 - Renato e Seus Blue Caps (CBS)
- 1973 - Renato e Seus Blue Caps (CBS)
- 1974 - Renato e Seus Blue Caps (CBS)
- 1976 - 10 Anos de Renato e Seus Blue Caps (CBS)
- 1977 - Renato e Seus Blue Caps (CBS)
- 1979 - Suco de Laranja (CBS)
- 1981 - Renato e Seus Blue Caps (CBS)
- 1983 - Pra Sempre (RCA)
- 1987 - Batom Vermelho (Continental)
- 1996 - Renato e Seus Blue Caps (Globo Columbia)
- 2001 - Renato e Seus Blue Caps - Ao Vivo (WEA)

### Álbuns de Compilação
- 1978 - Os Grandes Sucessos de Renato e Seus Blue Caps
- 2005 - 20 Super Sucessos

## Filmografia
- 1966 - Na Onda do Iê Iê Iê
- 1966 - Rio, Verão e Amor
- 2001 - CD Renato e Seus Blue Caps - Ao Vivo!
- 2002 - Documentário: Renato e Seus Blue Caps - Uma História de Sucesso
- 2006 - Árido Movie